# Wereldkampioenschap voetbal 1958 (kwalificatie UEFA)
In totaal schreven 27 teams van de UEFA zich in voor de kwalificatie van het Wereldkampioenschap voetbal 1958. 
De teams werden verdeeld in 9 groepen. De winnaars van de groepen kwalificeerden zich voor het hoofdtoernooi. Wales speelde daarnaast ook nog een intercontinentale play-off tegen Israël en kwalificeerde zich op die wijze voor het hoofdtoernooi. De kwalificatie duurde van 30 september 1956 tot en met 5 februari 1958.

## Gekwalificeerde landen
| FIFA-lid          | Confederatie | Kwalificatie        | Aantal dln. (inclusief 1958) | Dln. op rij | Eerste dln. | Laatste dln. | Titels (exclusief 1958) | Beste prestatie |
| ----------------- | ------------ | ------------------- | ---------------------------- | ----------- | ----------- | ------------ | ----------------------- | --------------- |
| Zweden            | UEFA         | Gastland            | 4e                           | 1           | 1934        | 1950         | 0                       | Derde           |
| West-Duitsland    | UEFA         | Titelverdediger     | 4e                           | 2           | 1934        | 1954         | 1                       | Kampioen        |
| Engeland          | UEFA         | Winnaar groep 1     | 3e                           | 3           | 1950        | 1954         | 0                       | Kwartfinale     |
| Frankrijk         | UEFA         | Winnaar groep 2     | 5e                           | 2           | 1930        | 1954         | 0                       | Kwartfinale     |
| Hongarije         | UEFA         | Winnaar groep 3     | 4e                           | 2           | 1934        | 1954         | 0                       | Tweede          |
| Tsjecho-Slowakije | UEFA         | Winnaar groep 4     | 4e                           | 2           | 1934        | 1954         | 0                       | Tweede          |
| Oostenrijk        | UEFA         | Winnaar groep 5     | 3e                           | 2           | 1934        | 1954         | 0                       | Derde           |
| Sovjet-Unie       | UEFA         | Winnaar groep 6     | 1e                           | 1           | n.v.t.      | n.v.t.       | n.v.t.                  | n.v.t.          |
| Joegoslavië       | UEFA         | Winnaar groep 7     | 4e                           | 3           | 1930        | 1954         | 0                       | Halve finale    |
| Noord-Ierland     | UEFA         | Winnaar groep 8     | 1e                           | 1           | n.v.t.      | n.v.t.       | n.v.t.                  | n.v.t.          |
| Schotland         | UEFA         | Winnaar groep 9     | 2e                           | 2           | 1954        | 1954         | 0                       | Groepsfase      |
| Wales             | UEFA         | play-off (UEFA–AFC) | 1e                           | 1           | n.v.t.      | n.v.t.       | n.v.t.                  | n.v.t.          |

## Wedstrijden en groepen
Legenda

### Groep 1
Engeland plaatste zich ten koste van Ierland door in de laatste minuut een gelijkmaker te scoren, anders was er een beslissingswedstrijd nodig. De ploeg raakte voor het eindtoernooi ernstig verzwakt door de vliegramp van München.
| Pos | Land       | Wed | Win | Gel | Ver | DV | DT | +/− | Pnt |
| --- | ---------- | --- | --- | --- | --- | -- | -- | --- | --- |
| 1.  | Engeland   | 4   | 3   | 1   | 0   | 15 | 5  | +10 | 7   |
| 2.  | Ierland    | 4   | 2   | 1   | 1   | 6  | 7  | –1  | 5   |
| 3.  | Denemarken | 4   | 0   | 0   | 4   | 4  | 13 | –9  | 0   |

|                                                     |                             |       |                |                                                                            |
| 3 oktober 1956 «onderlinge duels» 17:00 uur (UTC+1) | Ierland                     | 2 – 1 | Denemarken     | Dalymount Park, Dublin Toeschouwers: 32.600 Scheidsrechter: Alf Bond (ENG) |
| 3 oktober 1956 «onderlinge duels» 17:00 uur (UTC+1) | Curtis 27' Gavin 45' (pen.) |       | 85' Aa. Jensen | Dalymount Park, Dublin Toeschouwers: 32.600 Scheidsrechter: Alf Bond (ENG) |

|                                                    |                                      |       |                     |                                                                                           |
| 5 december 1956 «onderlinge duels» 19:15 uur (UTC) | Engeland                             | 5 – 2 | Denemarken          | Molineux Stadium, Wolverhampton Toeschouwers: 54.083 Scheidsrechter: Maurice Guigue (FRA) |
| 5 december 1956 «onderlinge duels» 19:15 uur (UTC) | Taylor 2', 22', 53' Edwards 66', 77' |       | 27', 32' O. Nielsen | Molineux Stadium, Wolverhampton Toeschouwers: 54.083 Scheidsrechter: Maurice Guigue (FRA) |

|                                                 |                                     |       |            |                                                                                  |
| 8 mei 1957 «onderlinge duels» 15:00 uur (UTC+1) | Engeland                            | 5 – 1 | Ierland    | Wembley Stadium, Londen Toeschouwers: 51.000 Scheidsrechter: Hugh Phillips (SCO) |
| 8 mei 1957 «onderlinge duels» 15:00 uur (UTC+1) | Taylor 10', 19', 40' Atyeo 38', 90' |       | 56' Curtis | Wembley Stadium, Londen Toeschouwers: 51.000 Scheidsrechter: Hugh Phillips (SCO) |

|                                                  |               |       |                                      |                                                                                           |
| 15 mei 1957 «onderlinge duels» 18:30 uur (UTC+1) | Denemarken    | 1 – 4 | Engeland                             | Københavns Idrætspark, Kopenhagen Toeschouwers: 35.000 Scheidsrechter: Albert Dusch (FRG) |
| 15 mei 1957 «onderlinge duels» 18:30 uur (UTC+1) | J. Jensen 27' |       | 28' Haynes 71', 86' Taylor 75' Atyeo | Københavns Idrætspark, Kopenhagen Toeschouwers: 35.000 Scheidsrechter: Albert Dusch (FRG) |

|                                                  |              |       |           |                                                                                 |
| 19 mei 1957 «onderlinge duels» 15:30 uur (UTC+1) | Ierland      | 1 – 1 | Engeland  | Dalymount Park, Dublin Toeschouwers: 47.600 Scheidsrechter: Hugh Phillips (SCO) |
| 19 mei 1957 «onderlinge duels» 15:30 uur (UTC+1) | Ringstead 3' |       | 90' Atyeo | Dalymount Park, Dublin Toeschouwers: 47.600 Scheidsrechter: Hugh Phillips (SCO) |

|                                                     |            |                        |         |                                                                                             |
| 2 oktober 1957 «onderlinge duels» 19:00 uur (UTC+1) | Denemarken | 0 – 2                  | Ierland | Københavns Idrætspark, Kopenhagen Toeschouwers: 28.000 Scheidsrechter: Gerhard Schulz (DDR) |
| 2 oktober 1957 «onderlinge duels» 19:00 uur (UTC+1) |            | 53' Cummins 61' Curtis |         | Københavns Idrætspark, Kopenhagen Toeschouwers: 28.000 Scheidsrechter: Gerhard Schulz (DDR) |

### Groep 2
Frankrijk was bezig aan een opmars in het internationale voetbal. Zo haalde Stade de Reims twee keer de finale van de Europa Cup der Landskampioenen tegen Real Madrid. De superster van die ploeg Raymond Kopa werd door hetzelfde Real Madrid overgenomen. De goede resultaten werden onderstreept door zich te kwalificeren ten koste van België, dat nog op het vorige WK speelde.
| Pos | Land      | Wed | Win | Gel | Ver | DV | DT | +/− | Pnt |
| --- | --------- | --- | --- | --- | --- | -- | -- | --- | --- |
| 1.  | Frankrijk | 4   | 3   | 1   | 0   | 19 | 4  | +15 | 7   |
| 2.  | België    | 4   | 2   | 1   | 1   | 16 | 11 | +5  | 5   |
| 3.  | IJsland   | 4   | 0   | 0   | 4   | 6  | 26 | –20 | 0   |

|                                                       |                                              |       |                           |                                                                                                 |
| 11 november 1956 «onderlinge duels» 14:30 uur (UTC+1) | Frankrijk                                    | 6 – 3 | België                    | Stade olympique Yves-du-Manoir, Colombes Toeschouwers: 46.049 Scheidsrechter: Jack Clough (ENG) |
| 11 november 1956 «onderlinge duels» 14:30 uur (UTC+1) | Cisowski 13', 15', 44', 72', 88' Vincent 18' |       | 16' Houf 61', 67' Willems | Stade olympique Yves-du-Manoir, Colombes Toeschouwers: 46.049 Scheidsrechter: Jack Clough (ENG) |

|                                                  |                                                                                |       |         |                                                                                |
| 2 juni 1957 «onderlinge duels» 15:00 uur (UTC+1) | Frankrijk                                                                      | 8 – 0 | IJsland | Stade Malakoff, Nantes Toeschouwers: 15.080 Scheidsrechter: Arthur Ellis (ENG) |
| 2 juni 1957 «onderlinge duels» 15:00 uur (UTC+1) | C. Oliver 6', 11' Vincent 29', 83' Dereuddre 36' Piantoni 45', 81' Brahimi 49' |       |         | Stade Malakoff, Nantes Toeschouwers: 15.080 Scheidsrechter: Arthur Ellis (ENG) |

|                                                  |                                                                                  |       |                                   |                                                                                    |
| 5 juni 1957 «onderlinge duels» 18:30 uur (UTC+1) | België                                                                           | 8 – 3 | IJsland                           | Stade du Heysel, Brussel Toeschouwers: 6.792 Scheidsrechter: Adolphe Blitgen (LUX) |
| 5 juni 1957 «onderlinge duels» 18:30 uur (UTC+1) | Orlans 4', 57' Piters 11' van den Berg 12' Mees 22', 26' Coppens 42', 44' (pen.) |       | 33', 77' Þórðarson 81' R. Jónsson | Stade du Heysel, Brussel Toeschouwers: 6.792 Scheidsrechter: Adolphe Blitgen (LUX) |

|                                                     |                |       |                                                 |                                                                                      |
| 1 september 1957 «onderlinge duels» 16:30 uur (UTC) | IJsland        | 1 – 5 | Frankrijk                                       | Laugardalsvöllur, Reykjavik Toeschouwers: 8.000 Scheidsrechter: Bobby Davidson (SCO) |
| 1 september 1957 «onderlinge duels» 16:30 uur (UTC) | Þ. Jónsson 64' |       | 29', 32' Cisowski 48', 66' Ujlaki 53' Wisnieski | Laugardalsvöllur, Reykjavik Toeschouwers: 8.000 Scheidsrechter: Bobby Davidson (SCO) |

|                                                     |                              |       |                                                     |                                                                                      |
| 4 september 1957 «onderlinge duels» 18:30 uur (UTC) | IJsland                      | 2 – 5 | België                                              | Laugardalsvöllur, Reykjavik Toeschouwers: 7.000 Scheidsrechter: Bobby Davidson (SCO) |
| 4 september 1957 «onderlinge duels» 18:30 uur (UTC) | R. Jónsson 1' Þ. Jónsson 65' |       | 9' Van Herpe 40' Willems 64', 81', 89' van den Berg | Laugardalsvöllur, Reykjavik Toeschouwers: 7.000 Scheidsrechter: Bobby Davidson (SCO) |

|                                                      |        |       |           |                                                                             |
| 27 oktober 1957 «onderlinge duels» 15:00 uur (UTC+1) | België | 0 – 0 | Frankrijk | Heizelstadion, Brussel Toeschouwers: 56.497 Scheidsrechter: Leo Helge (DEN) |
| 27 oktober 1957 «onderlinge duels» 15:00 uur (UTC+1) |        |       |           | Heizelstadion, Brussel Toeschouwers: 56.497 Scheidsrechter: Leo Helge (DEN) |

### Groep 3
Na de Hongaarse Opstand van 1956 vluchtten veel voetballers naar het buitenland waaronder de grote sterren Puskás en Kocsis. De ploeg werd ernstig verzwakt en begon met een opmerkelijke nederlaag tegen Noorwegen. De verliezende finalist van 1954 herstelde zich.
| Pos | Land      | Wed | Win | Gel | Ver | DV | DT | +/− | Pnt |
| --- | --------- | --- | --- | --- | --- | -- | -- | --- | --- |
| 1.  | Hongarije | 4   | 3   | 0   | 1   | 12 | 4  | +8  | 6   |
| 2.  | Bulgarije | 4   | 2   | 0   | 2   | 11 | 7  | +4  | 4   |
| 3.  | Noorwegen | 4   | 1   | 0   | 3   | 3  | 15 | –12 | 2   |

|                                                  |            |       |                      |                                                                                 |
| 22 mei 1957 «onderlinge duels» 19:00 uur (UTC+1) | Noorwegen  | 1 – 2 | Bulgarije            | Ullevaalstadion, Oslo Toeschouwers: 27.542 Scheidsrechter: Gösta Lindberg (SWE) |
| 22 mei 1957 «onderlinge duels» 19:00 uur (UTC+1) | Hennum 47' |       | 38', 75' G. Dimitrov | Ullevaalstadion, Oslo Toeschouwers: 27.542 Scheidsrechter: Gösta Lindberg (SWE) |

|                                                   |                               |       |           |                                                                            |
| 12 juni 1957 «onderlinge duels» 19:00 uur (UTC+1) | Noorwegen                     | 2 – 1 | Hongarije | Ullevaalstadion, Oslo Toeschouwers: 26.328 Scheidsrechter: Leo Helge (DEN) |
| 12 juni 1957 «onderlinge duels» 19:00 uur (UTC+1) | Hennum 10' K. Kristiansen 78' |       | 43' Tichy | Ullevaalstadion, Oslo Toeschouwers: 26.328 Scheidsrechter: Leo Helge (DEN) |

|                                                   |                                |       |           |                                                                                 |
| 23 juni 1957 «onderlinge duels» 18:00 uur (UTC+2) | Hongarije                      | 4 – 1 | Bulgarije | Népstadion, Boedapest Toeschouwers: 60.000 Scheidsrechter: Maurice Guigue (FRA) |
| 23 juni 1957 «onderlinge duels» 18:00 uur (UTC+2) | Machos 5', 14', 30' Bozsik 52' |       | 69' Kolev | Népstadion, Boedapest Toeschouwers: 60.000 Scheidsrechter: Maurice Guigue (FRA) |

|                                                        |           |       |                   |                                                                                                   |
| 15 september 1957 «onderlinge duels» 15:30 uur (UTC+2) | Bulgarije | 1 – 2 | Hongarije         | Vasil Levski Nationaal Stadion, Sofia Toeschouwers: 50.000 Scheidsrechter: Giorgio Bernardi (ITA) |
| 15 september 1957 «onderlinge duels» 15:30 uur (UTC+2) | Diev 43'  |       | 2', 34' Hidegkuti | Vasil Levski Nationaal Stadion, Sofia Toeschouwers: 50.000 Scheidsrechter: Giorgio Bernardi (ITA) |

|                                    |                                                              |       |           |                                                                                               |
| 3 november 1957 «onderlinge duels» | Bulgarije                                                    | 7 – 0 | Noorwegen | Vasil Levski Nationaal Stadion, Sofia Toeschouwers: 22.120 Scheidsrechter: Martin Macko (TCH) |
| 3 november 1957 «onderlinge duels» | Iliev 6', 60', 74' Panajotov 29', 32' Janev 59' Debarski 77' |       |           | Vasil Levski Nationaal Stadion, Sofia Toeschouwers: 22.120 Scheidsrechter: Martin Macko (TCH) |

|                                                       |                                                         |       |           |                                                                               |
| 10 november 1957 «onderlinge duels» 14:00 uur (UTC+1) | Hongarije                                               | 5 – 0 | Noorwegen | Népstadion, Boedapest Toeschouwers: 90.000 Scheidsrechter: Albert Dusch (FRG) |
| 10 november 1957 «onderlinge duels» 14:00 uur (UTC+1) | Sándor 12' Csordás 20', 71' Machos 69' Falch 74' (e.d.) |       |           | Népstadion, Boedapest Toeschouwers: 90.000 Scheidsrechter: Albert Dusch (FRG) |

### Groep 4
Een open groep waar drie landen kans leken te hebben op kwalificatie. Uiteindelijk plaatste Tsjecho-Slowakije zich dankzij duidelijke zeges op Oost Duitsland. Wales kreeg later een herkansing.
| Pos | Land                           | Wed | Win | Gel | Ver | DV | DT | +/− | Pnt |
| --- | ------------------------------ | --- | --- | --- | --- | -- | -- | --- | --- |
| 1.  | Tsjecho-Slowakije              | 4   | 3   | 0   | 1   | 9  | 3  | +6  | 6   |
| 2.  | Wales                          | 4   | 2   | 0   | 2   | 6  | 5  | +1  | 4   |
| 3.  | Duitse Democratische Republiek | 4   | 1   | 0   | 3   | 5  | 12 | –7  | 2   |

|                                                 |            |       |                   |                                                                                |
| 1 mei 1957 «onderlinge duels» 18:30 uur (UTC+1) | Wales      | 1 – 0 | Tsjecho-Slowakije | Ninian Park, Cardiff Toeschouwers: 33.320 Scheidsrechter: Jan Bronkhorst (NED) |
| 1 mei 1957 «onderlinge duels» 18:30 uur (UTC+1) | Vernon 75' |       |                   | Ninian Park, Cardiff Toeschouwers: 33.320 Scheidsrechter: Jan Bronkhorst (NED) |

|                                                  |                                                                   |       |                         |                                                                                      |
| 19 mei 1957 «onderlinge duels» 15:00 uur (UTC+1) | Duitse Democratische Republiek Günther Wirth 21' Willy Tröger 61' | 2 – 1 | Wales 6' Melvyn Charles | Zentralstadion, Leipzig Toeschouwers: 100.000 Scheidsrechter: Nikolay Latyshev (URS) |
| 19 mei 1957 «onderlinge duels» 15:00 uur (UTC+1) |                                                                   |       |                         | Zentralstadion, Leipzig Toeschouwers: 100.000 Scheidsrechter: Nikolay Latyshev (URS) |

|                                                  |                             |       |       |                                                                                |
| 26 mei 1957 «onderlinge duels» 17:00 uur (UTC+1) | Tsjecho-Slowakije           | 2 – 0 | Wales | Strahovstadion, Praag Toeschouwers: 45.000 Scheidsrechter: Paul Wyssling (SUI) |
| 26 mei 1957 «onderlinge duels» 17:00 uur (UTC+1) | Daniel 21' (e.d.) Kraus 65' |       |       | Strahovstadion, Praag Toeschouwers: 45.000 Scheidsrechter: Paul Wyssling (SUI) |

|                                                   |                                                                          |       |                                                  |                                                                                            |
| 16 juni 1957 «onderlinge duels» 17:00 uur (UTC+1) | Tsjecho-Slowakije Tadeáš Kraus 60' Vlastimil Bubník 81' Pavol Molnár 89' | 3 – 1 | Duitse Democratische Republiek 18' Günther Wirth | Stadion Závodů Jana Švermy, Brno Toeschouwers: 50.000 Scheidsrechter: Carl Jørgensen (DEN) |
| 16 juni 1957 «onderlinge duels» 17:00 uur (UTC+1) |                                                                          |       |                                                  | Stadion Závodů Jana Švermy, Brno Toeschouwers: 50.000 Scheidsrechter: Carl Jørgensen (DEN) |

|                                                        |                                                                           |       |                                                   |                                                                           |
| 25 september 1957 «onderlinge duels» 17:30 uur (UTC+1) | Wales Des Palmer 38' Cliff Jones 42' Des Palmer 44' Des Palmer 73' (pen.) | 4 – 1 | Duitse Democratische Republiek 57' Manfred Kaiser | Ninian Park, Cardiff Toeschouwers: 16.098 Scheidsrechter: Reg Leafe (ENG) |
| 25 september 1957 «onderlinge duels» 17:30 uur (UTC+1) |                                                                           |       |                                                   | Ninian Park, Cardiff Toeschouwers: 16.098 Scheidsrechter: Reg Leafe (ENG) |

|                                                      |                                                  |       |                                                                                          |                                                                                     |
| 27 oktober 1957 «onderlinge duels» 14:00 uur (UTC+1) | Duitse Democratische Republiek Helmut Müller 35' | 1 – 4 | Tsjecho-Slowakije 3' Tadeáš Kraus 23' Anton Moravčík 43' Ladislav Novák 89' Tadeáš Kraus | Zentralstadion, Leipzig Toeschouwers: 110.000 Scheidsrechter: Pierre Schwinte (FRA) |
| 27 oktober 1957 «onderlinge duels» 14:00 uur (UTC+1) |                                                  |       |                                                                                          | Zentralstadion, Leipzig Toeschouwers: 110.000 Scheidsrechter: Pierre Schwinte (FRA) |

### Groep 5
Nederland trof het niet in de loting, want het moest spelen tegen de nummer drie van het laatste WK: Oostenrijk. Het kreeg in beide wedstrijden kansen. Zo verspeelde het een 2-0 voorsprong in Wenen, waar een 3-2 nederlaag werd geleden, waarbij o.a. de keeper van Nederland, Eddy Pieters Graafland bespuwd werd . In de thuiswedstrijd bleef Nederland op 1-1 steken ondanks een open kans voor Abe Lenstra vlak voor tijd.
| Pos | Land       | Wed | Win | Gel | Ver | DV | DT | +/− | Pnt |
| --- | ---------- | --- | --- | --- | --- | -- | -- | --- | --- |
| 1.  | Oostenrijk | 4   | 3   | 1   | 0   | 14 | 3  | +11 | 7   |
| 2.  | Nederland  | 4   | 2   | 1   | 1   | 12 | 7  | +5  | 5   |
| 3.  | Luxemburg  | 4   | 0   | 0   | 4   | 3  | 19 | –16 | 0   |

|                                                        |                                                                         |       |           |                                                                                     |
| 30 september 1956 «onderlinge duels» 15:00 uur (UTC+1) | Oostenrijk                                                              | 7 – 0 | Luxemburg | Prater-Stadion, Wenen Toeschouwers: 47.000 Scheidsrechter: Francesco Liverani (ITA) |
| 30 september 1956 «onderlinge duels» 15:00 uur (UTC+1) | Hanappi 18', 25' Walzhofer 51' Wagner 62', 77' Kozlicek 71' Haummer 79' |       |           | Prater-Stadion, Wenen Toeschouwers: 47.000 Scheidsrechter: Francesco Liverani (ITA) |

|                                                    |                                                 |       |              |                                                                               |
| 20 maart 1957 «onderlinge duels» 16:30 uur (UTC+1) | Nederland                                       | 4 – 1 | Luxemburg    | De Kuip, Rotterdam Toeschouwers: 45.000 Scheidsrechter: Werner Treichel (FRG) |
| 20 maart 1957 «onderlinge duels» 16:30 uur (UTC+1) | Van der Gijp 27', 30' Dillen 72' Brusselers 80' |       | 34' Halsdorf | De Kuip, Rotterdam Toeschouwers: 45.000 Scheidsrechter: Werner Treichel (FRG) |

|                                                  |                                       |       |                    |                                                                                 |
| 26 mei 1957 «onderlinge duels» 16:30 uur (UTC+1) | Oostenrijk                            | 3 – 2 | Nederland          | Prater-Stadion, Wenen Toeschouwers: 54.207 Scheidsrechter: Emil Schmetzer (FRG) |
| 26 mei 1957 «onderlinge duels» 16:30 uur (UTC+1) | Koller 47' Buzek 80' Stotz 89' (pen.) |       | 30', 32' Van Melis | Prater-Stadion, Wenen Toeschouwers: 54.207 Scheidsrechter: Emil Schmetzer (FRG) |

|                                                        |                                                       |       |                       |                                                                            |
| 11 september 1957 «onderlinge duels» 16:30 uur (UTC+1) | Nederland                                             | 5 – 2 | Luxemburg             | De Kuip, Rotterdam Toeschouwers: 55.000 Scheidsrechter: Alec Murdoch (ENG) |
| 11 september 1957 «onderlinge duels» 16:30 uur (UTC+1) | Lenstra 15', 28' Wilkes 26' Van Melis 35' Rijvers 54' |       | 5' Fiedler 58' Letsch | De Kuip, Rotterdam Toeschouwers: 55.000 Scheidsrechter: Alec Murdoch (ENG) |

|                                                        |             |       |             |                                                                                      |
| 25 september 1957 «onderlinge duels» 16:30 uur (UTC+1) | Nederland   | 1 – 1 | Oostenrijk  | Olympisch Stadion, Amsterdam Toeschouwers: 65.000 Scheidsrechter: Arthur Ellis (ENG) |
| 25 september 1957 «onderlinge duels» 16:30 uur (UTC+1) | Lenstra 63' |       | 29' Hanappi | Olympisch Stadion, Amsterdam Toeschouwers: 65.000 Scheidsrechter: Arthur Ellis (ENG) |

|                                                        |           |                                       |            |                                                                                    |
| 29 september 1957 «onderlinge duels» 15:00 uur (UTC+1) | Luxemburg | 0 – 3                                 | Oostenrijk | Stade Municipal, Luxemburg Toeschouwers: 2.500 Scheidsrechter: Gérard Versyp (BEL) |
| 29 september 1957 «onderlinge duels» 15:00 uur (UTC+1) |           | 19' Dienst 47' Buzek 66' Senekowitsch |            | Stade Municipal, Luxemburg Toeschouwers: 2.500 Scheidsrechter: Gérard Versyp (BEL) |

### Groep 6
Voor de eerste keer deed de Sovjet-Unie mee aan het kwalificatietoernooi en het leverde meteen kwalificatie op voor de Olympische kampioen. Ze hadden wel een replay nodig tegen Polen in Leipzig voor 80.000 toeschouwers, een record voor een beslissingswedstrijd.
| Pos | Land        | Wed | Win | Gel | Ver | DV | DT | +/− | Pnt |
| --- | ----------- | --- | --- | --- | --- | -- | -- | --- | --- |
| 1.  | Sovjet-Unie | 4   | 3   | 0   | 1   | 16 | 3  | +13 | 6   |
| 2.  | Polen       | 4   | 3   | 0   | 1   | 9  | 5  | +4  | 6   |
| 3.  | Finland     | 4   | 0   | 0   | 4   | 2  | 19 | –17 | 0   |

|                                                   |                                     |       |       |                                                                                       |
| 23 juni 1957 «onderlinge duels» 19:00 uur (UTC+3) | Sovjet-Unie                         | 3 – 0 | Polen | Centraal Leninstadion, Moskou Toeschouwers: 102.000 Scheidsrechter: Jack Clough (ENG) |
| 23 juni 1957 «onderlinge duels» 19:00 uur (UTC+3) | Tatoesjin 9' Simonjan 55' Iljin 77' |       |       | Centraal Leninstadion, Moskou Toeschouwers: 102.000 Scheidsrechter: Jack Clough (ENG) |

|                                                  |              |       |                         |                                                                                     |
| 5 juli 1957 «onderlinge duels» 19:00 uur (UTC+2) | Finland      | 1 – 3 | Polen                   | Olympisch Stadion, Helsinki Toeschouwers: 9.125 Scheidsrechter: Birger Nilsen (NOR) |
| 5 juli 1957 «onderlinge duels» 19:00 uur (UTC+2) | Vanhanen 72' |       | 19', 56', 65' Jankowski | Olympisch Stadion, Helsinki Toeschouwers: 9.125 Scheidsrechter: Birger Nilsen (NOR) |

|                                                   |                      |       |              |                                                                              |
| 27 juli 1957 «onderlinge duels» 17:00 uur (UTC+3) | Sovjet-Unie          | 2 – 1 | Finland      | Dinamostadion, Moskou Toeschouwers: 29.765 Scheidsrechter: Fritz Mayer (AUT) |
| 27 juli 1957 «onderlinge duels» 17:00 uur (UTC+3) | Voinov 23' Netto 62' |       | 42' Lahtinen | Dinamostadion, Moskou Toeschouwers: 29.765 Scheidsrechter: Fritz Mayer (AUT) |

|                                                       |         |                                                                                 |             |                                                                                       |
| 15 augustus 1957 «onderlinge duels» 18:30 uur (UTC+2) | Finland | 0 – 10                                                                          | Sovjet-Unie | Olympisch Stadion, Helsinki Toeschouwers: 18.137 Scheidsrechter: Aksel Asmussen (DEN) |
| 15 augustus 1957 «onderlinge duels» 18:30 uur (UTC+2) |         | 6' Netto 9', 13', 31' Simonjan 12', 20' Isayev 29', 49'Streltsov 60', 87' Iljin |             | Olympisch Stadion, Helsinki Toeschouwers: 18.137 Scheidsrechter: Aksel Asmussen (DEN) |

|                                                      |                  |       |                     |                                                                               |
| 20 oktober 1957 «onderlinge duels» 12:00 uur (UTC+1) | Polen            | 2 – 1 | Sovjet-Unie         | Śląskistadion, Chorzów Toeschouwers: 93.000 Scheidsrechter: Jack Clough (ENG) |
| 20 oktober 1957 «onderlinge duels» 12:00 uur (UTC+1) | Cieślik 43', 50' |       | 80' Valentin Ivanov | Śląskistadion, Chorzów Toeschouwers: 93.000 Scheidsrechter: Jack Clough (ENG) |

|                                                      |                                          |       |         |                                                                                           |
| 3 november 1957 «onderlinge duels» 12:00 uur (UTC+1) | Polen                                    | 4 – 0 | Finland | Stadion Dziesięciolecia, Warschau Toeschouwers: 90.000 Scheidsrechter: Albert Dusch (GER) |
| 3 november 1957 «onderlinge duels» 12:00 uur (UTC+1) | Gawlik 2' Brychczy 4', 48' Jankowski 60' |       |         | Stadion Dziesięciolecia, Warschau Toeschouwers: 90.000 Scheidsrechter: Albert Dusch (GER) |

play-off
Polen en de Sovjet-Unie eindigden gelijk, er werd een extra play-off gespeeld om te bepalen welk land zich zou kwalificeren voor het hoofdtoernooi.
|                                                       |                           |       |       |                                                                                 |
| 24 november 1957 «onderlinge duels» 13:00 uur (UTC+1) | Sovjet-Unie               | 2 – 0 | Polen | Zentralstadion, Leipzig Toeschouwers: 115.000 Scheidsrechter: Jack Clough (ENG) |
| 24 november 1957 «onderlinge duels» 13:00 uur (UTC+1) | Streltsov 31' Fedosov 75' |       |       | Zentralstadion, Leipzig Toeschouwers: 115.000 Scheidsrechter: Jack Clough (ENG) |

### Groep 7
| Pos | Land        | Wed | Win | Gel | Ver | DV | DT | +/− | Pnt |
| --- | ----------- | --- | --- | --- | --- | -- | -- | --- | --- |
| 1.  | Joegoslavië | 4   | 2   | 2   | 0   | 7  | 2  | +5  | 6   |
| 2.  | Roemenië    | 4   | 2   | 1   | 1   | 6  | 4  | +2  | 5   |
| 3.  | Griekenland | 4   | 0   | 1   | 3   | 2  | 9  | –7  | 1   |

|                                                 |             |       |             |                                                                                                 |
| 5 mei 1957 «onderlinge duels» 16:30 uur (UTC+2) | Griekenland | 0 – 0 | Joegoslavië | Leoforos Alexandrasstadion, Athene Toeschouwers: 25.000 Scheidsrechter: Jacques Devillers (FRA) |
| 5 mei 1957 «onderlinge duels» 16:30 uur (UTC+2) |             |       |             | Leoforos Alexandrasstadion, Athene Toeschouwers: 25.000 Scheidsrechter: Jacques Devillers (FRA) |

|                                                   |             |       |                     |                                                                                               |
| 16 juni 1957 «onderlinge duels» 17:30 uur (UTC+2) | Griekenland | 1 – 2 | Roemenië            | Apostolos Nikolaidisstadion, Athene Toeschouwers: 18.000 Scheidsrechter: Édouard Harzic (FRA) |
| 16 juni 1957 «onderlinge duels» 17:30 uur (UTC+2) | Panakis 29' |       | 15' A. Ene 78' Ozon | Apostolos Nikolaidisstadion, Athene Toeschouwers: 18.000 Scheidsrechter: Édouard Harzic (FRA) |

|                                                        |            |       |             |                                                                                        |
| 29 september 1957 «onderlinge duels» 15:30 uur (UTC+2) | Roemenië   | 1 – 1 | Joegoslavië | Stadionul 23 August, Boekarest Toeschouwers: 68.758 Scheidsrechter: Alfred Grill (AUT) |
| 29 september 1957 «onderlinge duels» 15:30 uur (UTC+2) | A. Ene 78' |       | 79' Mujić   | Stadionul 23 August, Boekarest Toeschouwers: 68.758 Scheidsrechter: Alfred Grill (AUT) |

|                                                      |                                                 |       |             |                                                                                           |
| 3 november 1957 «onderlinge duels» 14:45 uur (UTC+2) | Roemenië                                        | 3 – 0 | Griekenland | Stadionul 23 August, Boekarest Toeschouwers: 54.465 Scheidsrechter: Pierre Schwinte (FRA) |
| 3 november 1957 «onderlinge duels» 14:45 uur (UTC+2) | Petschovsky 51' (pen.) Tătaru 64' Cacoveanu 67' |       |             | Stadionul 23 August, Boekarest Toeschouwers: 54.465 Scheidsrechter: Pierre Schwinte (FRA) |

|                                                       |                                       |       |                |                                                                               |
| 10 november 1957 «onderlinge duels» 14:00 uur (UTC+1) | Joegoslavië                           | 4 – 1 | Griekenland    | JNA Stadion, Belgrado Toeschouwers: 45.000 Scheidsrechter: Cesare Jonni (ITA) |
| 10 november 1957 «onderlinge duels» 14:00 uur (UTC+1) | Mujić 6', 61' Krstić 9' Petaković 67' |       | 28' Nestoridis | JNA Stadion, Belgrado Toeschouwers: 45.000 Scheidsrechter: Cesare Jonni (ITA) |

|                                                       |                      |       |          |                                                                                    |
| 17 november 1957 «onderlinge duels» 13:30 uur (UTC+1) | Joegoslavië          | 2 – 0 | Roemenië | JNA Stadion, Belgrado Toeschouwers: 55.000 Scheidsrechter: Friedrich Seipelt (AUT) |
| 17 november 1957 «onderlinge duels» 13:30 uur (UTC+1) | Milutinović 52', 58' |       |          | JNA Stadion, Belgrado Toeschouwers: 55.000 Scheidsrechter: Friedrich Seipelt (AUT) |

### Groep 8
Tweevoudig wereldkampioen Italië begon met een 3-0 nederlaag tegen Portugal, maar leek het goed te maken met twee thuiszeges op Portugal en Noord-Ierland. De beslissende wedstrijd op 8 december 1957 in Belfast ging niet door, omdat de scheidsrechter uit Hongarije vast stond in Londen vanwege aanhoudende mist. De teams waren er wel en besloten te oefenen: 2-2. De wedstrijd liep uit de hand, omdat toeschouwers het veld op kwamen om te protesteren tegen het harde spel van de Italianen. Een maand later was er wel een winnaar en dat was Noord-Ierland, dat zich nu voor de eerste keer plaatste voor de eindronde. Italië plaatste zich voor de laatste keer tot 2018 niet voor de eindronde.
| Pos | Land          | Wed | Win | Gel | Ver | DV | DT | +/− | Pnt |
| --- | ------------- | --- | --- | --- | --- | -- | -- | --- | --- |
| 1.  | Noord-Ierland | 4   | 2   | 1   | 1   | 6  | 3  | +3  | 5   |
| 2.  | Italië        | 4   | 2   | 0   | 2   | 5  | 5  | 0   | 4   |
| 3.  | Portugal      | 4   | 1   | 1   | 2   | 4  | 7  | –3  | 3   |

|                                                    |             |       |               |                                                                                            |
| 16 januari 1957 «onderlinge duels» 22:00 uur (UTC) | Portugal    | 1 – 1 | Noord-Ierland | Estádio José Alvalade, Lissabon Toeschouwers: 22.659 Scheidsrechter: Marcel Lequesne (FRA) |
| 16 januari 1957 «onderlinge duels» 22:00 uur (UTC) | Vasques 24' |       | 6' Bingham    | Estádio José Alvalade, Lissabon Toeschouwers: 22.659 Scheidsrechter: Marcel Lequesne (FRA) |

|                                                    |            |       |               |                                                                                   |
| 25 april 1957 «onderlinge duels» 15:30 uur (UTC+1) | Italië     | 1 – 0 | Noord-Ierland | Olympisch Stadion, Rome Toeschouwers: 70.000 Scheidsrechter: Maurice Guigue (FRA) |
| 25 april 1957 «onderlinge duels» 15:30 uur (UTC+1) | Cervato 3' |       |               | Olympisch Stadion, Rome Toeschouwers: 70.000 Scheidsrechter: Maurice Guigue (FRA) |

|                                                 |                                          |       |          |                                                                                |
| 1 mei 1957 «onderlinge duels» 19:30 uur (UTC+1) | Noord-Ierland                            | 3 – 0 | Portugal | Windsor Park, Belfast Toeschouwers: 35.000 Scheidsrechter: Hugh Phillips (SCO) |
| 1 mei 1957 «onderlinge duels» 19:30 uur (UTC+1) | Casey 22' Simpson 60' McIlroy 70' (pen.) |       |          | Windsor Park, Belfast Toeschouwers: 35.000 Scheidsrechter: Hugh Phillips (SCO) |

|                                                  |                                      |       |        |                                                                                     |
| 26 mei 1957 «onderlinge duels» 16:30 uur (UTC+1) | Portugal                             | 3 – 0 | Italië | Estádio Nacional, Oeiras Toeschouwers: 37.000 Scheidsrechter: Werner Treichel (GER) |
| 26 mei 1957 «onderlinge duels» 16:30 uur (UTC+1) | Vasques 41' Teixeira 81' Matateu 87' |       |        | Estádio Nacional, Oeiras Toeschouwers: 37.000 Scheidsrechter: Werner Treichel (GER) |

|                                                       |                                |       |          |                                                                          |
| 22 december 1957 «onderlinge duels» 14:30 uur (UTC+1) | Italië                         | 3 – 0 | Portugal | San Siro, Milaan Toeschouwers: 50.000 Scheidsrechter: Ezio Damiani (YUG) |
| 22 december 1957 «onderlinge duels» 14:30 uur (UTC+1) | Gratton 36', 72' Pivatelli 84' |       |          | San Siro, Milaan Toeschouwers: 50.000 Scheidsrechter: Ezio Damiani (YUG) |

|                                                    |                      |       |              |                                                                               |
| 15 januari 1958 «onderlinge duels» 14:15 uur (UTC) | Noord-Ierland        | 2 – 1 | Italië       | Windsor Park, Belfast Toeschouwers: 43.000 Scheidsrechter: István Zsolt (HUN) |
| 15 januari 1958 «onderlinge duels» 14:15 uur (UTC) | McIlroy 13' Cush 28' |       | 56' Da Costa | Windsor Park, Belfast Toeschouwers: 43.000 Scheidsrechter: István Zsolt (HUN) |

### Groep 9
Spanje besloot na het debacle in 1954 tegen Turkije maatregelen te nemen en grote buitenlandse spelers in de Spaanse competitie mochten meedoen met het nationale team. Dat gold met name voor de Argentijn en aanvoerder van Real Madrid Alfredo Di Stéfano. Ondanks al die bekende spelers begon Spanje echter matig met een gelijkspel tegen Zwitserland en een nederlaag in Schotland. Aangezien Schotland twee keer van Zwitserland won, konden de Spanjaarden zich opnieuw niet kwalificeren.
| Pos | Land        | Wed | Win | Gel | Ver | DV | DT | +/− | Pnt |
| --- | ----------- | --- | --- | --- | --- | -- | -- | --- | --- |
| 1.  | Schotland   | 4   | 3   | 0   | 1   | 10 | 9  | +1  | 6   |
| 2.  | Spanje      | 4   | 2   | 1   | 1   | 12 | 8  | +4  | 5   |
| 3.  | Zwitserland | 4   | 0   | 1   | 3   | 6  | 11 | –5  | 1   |

|                                                    |                         |       |              |                                                                                              |
| 10 maart 1957 «onderlinge duels» 16:30 uur (UTC+1) | Spanje                  | 2 – 2 | Zwitserland  | Estadio Santiago Bernabéu, Madrid Toeschouwers: 120.000 Scheidsrechter: Erich Asmussen (GER) |
| 10 maart 1957 «onderlinge duels» 16:30 uur (UTC+1) | Suárez 30' González 48' |       | 6', 67' Hügi | Estadio Santiago Bernabéu, Madrid Toeschouwers: 120.000 Scheidsrechter: Erich Asmussen (GER) |

|                                                 |                                      |       |                       |                                                                               |
| 8 mei 1957 «onderlinge duels» 18:45 uur (UTC+1) | Schotland                            | 4 – 2 | Spanje                | Hampden Park, Glasgow Toeschouwers: 88.890 Scheidsrechter: Albert Dusch (GER) |
| 8 mei 1957 «onderlinge duels» 18:45 uur (UTC+1) | Mudie 22', 70', 79' Hewie 41' (pen.) |       | 19' Suárez 28' Kubala | Hampden Park, Glasgow Toeschouwers: 88.890 Scheidsrechter: Albert Dusch (GER) |

|                                                  |                   |       |                    |                                                                                    |
| 19 mei 1957 «onderlinge duels» 15:00 uur (UTC+1) | Zwitserland       | 1 – 2 | Schotland          | St. Jakob-Park, Bazel Toeschouwers: 48.000 Scheidsrechter: Friedrich Seipelt (AUT) |
| 19 mei 1957 «onderlinge duels» 15:00 uur (UTC+1) | R. Vonlanthen 13' |       | 33' Mudie 71' Ring | St. Jakob-Park, Bazel Toeschouwers: 48.000 Scheidsrechter: Friedrich Seipelt (AUT) |

|                                                  |                                       |       |           |                                                                                        |
| 26 mei 1957 «onderlinge duels» 17:30 uur (UTC+1) | Spanje                                | 4 – 1 | Schotland | Estadio Santiago Bernabéu, Madrid Toeschouwers: 90.000 Scheidsrechter: Reg Leafe (ENG) |
| 26 mei 1957 «onderlinge duels» 17:30 uur (UTC+1) | Mateos 11' Kubala 33' Basora 60', 87' |       | 79' Smith | Estadio Santiago Bernabéu, Madrid Toeschouwers: 90.000 Scheidsrechter: Reg Leafe (ENG) |

|                                                    |                                   |       |                            |                                                                            |
| 6 november 1957 «onderlinge duels» 14:30 uur (UTC) | Schotland                         | 3 – 2 | Zwitserland                | Hampden Park, Glasgow Toeschouwers: 58.811 Scheidsrechter: Reg Leafe (ENG) |
| 6 november 1957 «onderlinge duels» 14:30 uur (UTC) | Robertson 29' Mudie 52' Scott 70' |       | 35' Riva 79' R. Vonlanthen | Hampden Park, Glasgow Toeschouwers: 58.811 Scheidsrechter: Reg Leafe (ENG) |

|                                                       |              |       |                                     | |
| 24 november 1957 «onderlinge duels» 14:30 uur (UTC+1) | Zwitserland  | 1 – 4 | Spanje                              | Stade Olympique de la Pontaise, Lausanne Toeschouwers: 43.500 Scheidsrechter: Albert Alsteen (BEL) |
| 24 november 1957 «onderlinge duels» 14:30 uur (UTC+1) | Ballaman 61' |       | 19', 72' Kubala 24', 55' Di Stéfano | Stade Olympique de la Pontaise, Lausanne Toeschouwers: 43.500 Scheidsrechter: Albert Alsteen (BEL) |

## Intercontinentale play-off
|                                                      |        |                            |       |                                                                                       |
| 15 januari 1958 «onderlinge duels» 14:45 uur (UTC+2) | Israël | 0 – 2                      | Wales | Ramat Ganstadion, Ramat Gan Toeschouwers: 55.000 Scheidsrechter: Maurice Guigue (FRA) |
| 15 januari 1958 «onderlinge duels» 14:45 uur (UTC+2) |        | 38' I. Allchurch 63' Bowen |       | Ramat Ganstadion, Ramat Gan Toeschouwers: 55.000 Scheidsrechter: Maurice Guigue (FRA) |

|                                                    |                                  |                  |        |                                                                                |
| 5 februari 1958 «onderlinge duels» 15:00 uur (UTC) | Wales I. Allchurch 76' Jones 80' | 2 – 0 (4–0 agg.) | Israël | Ninian Park, Cardiff Toeschouwers: 38.000 Scheidsrechter: Klaas Schipper (NED) |
| 5 februari 1958 «onderlinge duels» 15:00 uur (UTC) |                                  |                  |        | Ninian Park, Cardiff Toeschouwers: 38.000 Scheidsrechter: Klaas Schipper (NED) |

Wales wint met 4–0 over twee wedstrijden en kwalificeert zich voor het hoofdtoernooi.